# Emeka Nnamani
Chukwuemeka Paul „Emeka“ Nnamani (* 4. November 2001 in Rødovre) ist ein dänischer Fußballspieler. Der linke Außenstürmer war dänischer Nachwuchsnationalspieler.

## Karriere

### Verein
Emeka Nnamani war als U11-Spieler aus Rødovre, einer Stadt im Speckgürtel von Kopenhagen, in die Fußballschule des FC Nordsjælland gewechselt. Am 22. November 2020 gab er im Alter von 19 Jahren beim 1:1-Unentschieden am neunten Spieltag in der Superliga im Auswärtsspiel gegen Aalborg BK sein Debüt in einer professionellen Liga. Zuvor, am 8. Oktober 2020, wurde Nnamani beim 5:1-Auswärtssieg in der zweiten Runde im dänischen Pokal gegen den FC Græsrødderne eingesetzt, wobei ihm kurz vor der Halbzeitpause das Tor zum 3:0 gelang. In der aktuellen Saison kommt er für die Profimannschaft lediglich sporadisch zum Einsatz.

### Nationalmannschaft
Für die dänische U18-Nationalmannschaft absolvierte Emeka Nnamani im Jahr 2018 zwei Spiele. Am 26. Februar 2020 lief er beim 1:1-Unentschieden im Testspiel in San Pedro del Pinatar gegen Spanien zum ersten und einzigen Mal für die U19-Junioren der Dänen auf.